# Tadmit
Tadmit (în arabă تاعظميت) este o comună din provincia Djelfa, Algeria.
Populația comunei este de 10.359 de locuitori (2008).